# Maurice Persat
Maurice Persat, né à Ennezat (Puy-de-Dôme) le 30 avril 1788 et mort à Lezoux (Puy-de-Dôme) le 16 octobre 1858 est un militaire et écrivain français qui participa aux guerres napoléoniennes puis à divers conflits du début du XIXe siècle en Amérique latine, en Grèce, en Italie et en Espagne.

## Biographie

### Enfance et origines
Il est le fils d'Antoine Persat qui suivit Lafayette en Amérique, puis fit fortune à Haïti, avant de rentrer à Ennezat, où il devint président de l’Assemblée cantonale en l’An VI du calendrier républicain. Son frère Victor Persat prétendit être Louis XVII,.

### Le soldat
Il s'engage le 18 mars 1806, à 17 ans et enchaîne les campagnes militaires des guerres napoléoniennes comme lieutenant de cavalerie au 9e régiment de dragons (devenu ensuite le 4e régiment de chevau-légers lanciers). Il combat notamment pendant les campagnes d'Espagne, de Portugal, de Russie et fut présent à Waterloo. Il reçoit la Légion d'honneur des mains-même de l’empereur le 28 septembre 1813,. Il est blessé le 4 mars 1814 devant Troyes d'un coup de lance et d'un coup de feu.
Après la chute de Napoléon Ier, il va poursuivre sa carrière militaire aventureuse dans plusieurs conflits, souvent révolutionnaires.
Exilé après la Seconde Restauration, il participe à un complot pour faire évader Napoléon de Saint-Hélène,, il décide de se rendre aux Amériques en compagnie de deux autres officiers en demi-solde, Alexandre Fourchy et Chassaing, il séjourne aux États-Unis en 1817 avant de rejoindre les armées de Simon Bolivar en Amérique latine, toujours à la recherche d'un leader aussi charismatique que Napoléon. Déçu dans ses attentes, il rejoint la Martinique en février 1819 puis revient en France pour participer à un complot napoléonien.
Parti pour l'insurrection dans le royaume des Deux-Siciles de 1820 au côté du général Pepe, il est fait prisonnier des Autrichiens mais parvient à s'évader.
Il rejoint ensuite la guerre d'indépendance grecque contre les Ottomans en 1821 et fait partie des premiers officiers de l'armée grecque sous les ordres de Dimítrios Ypsilántis et sera décoré de l'ordre du Sauveur. Durant son séjour, il achète une jeune esclave turque, Adélé Hassan Alili, qu'il emmène avec lui à Marseille en 1822. À son arrivée, il est sous le coup d'une proscription. Il doit se défendre et confie la jeune Adélé de 14 ans, enceinte, au baron Ange Hyacinthe Maxence de Damas qui dirige Marseille et promet d'aider Persat. En réalité, le baron oublie vite ses promesses et empêche Persat de récupérer Adélé qui vit désormais chez le baron et son épouse après que l'enfant d'Adélé et de Persat ait été abandonnée à l'Hospice des enfants abandonnés. Il est possible que cette histoire ait inspiré Alexandre Dumas pour son personnage de Haydée, héroïne du Comte de Monte-Cristo.
Après la Grèce, il part en Espagne et combat sous le commandement de Francisco Espoz y Mina contre les troupes de Louis-Antoine d'Angoulême.
Il part ensuite à Londres, puis de nouveau aux États-Unis où il séjourne trois ans et se mêle à des entreprises de commerce et de flibusterie dans la région du Texas. Il revient en France en 1827, mais la baronne de Damas lui refuse toujours la main d'Adélé. Il racontera son désespoir à Ida Saint-Elme qu'il rencontre le 6 mai 1829 avant de partir pour Alexandrie. Après la chute de Charles X, il parvient à réintégrer l'armée française. Il récupère sa fille et épouse Adélé (sous le nom de Marie Angélique Adélaïde Charlotte Giliatopoulo) le 12 février 1831 à Bordeaux. L'armée l'envoie en Grèce où il est chargé du commandement de la place de Modon. Adélé meurt à peine un an plus tard, le 12 septembre 1832 avec leur fille, d'une pleurésie. En 1834 il est adjudant de place à Bougie.

### Retour en France et derniers voyages
Revenu en France, il devient l'ami du journaliste Armand Carrel qui lui offre la gérance de son journal Le National. Persat est le témoin de Carrel au cours du duel mortel du 21 juillet 1836 contre Émile de Girardin,,.
Il fait ensuite trois mois de prison pour délit de presse. Toujours napoléonien, il entre en relations avec les premiers partisans du prince Louis-Napoléon. Il repart pour la Grèce, en juin 1837, avec l'idée d'y finir ses jours, mais ne tarde pas à se raviser et rentre par Corfou et Ancône. Il obtient une fois de plus d'être remis en activité en 1839, et devient adjudant de place à Oran, à Bayonne, à Mazagran, au fort de Brescou, à Belle-Île-en-Mer, à Strasbourg.
Il prend sa retraite en 1854 et revient vivre dans sa région natale où il épouse le 13 mars 1854 à Ennezat, en secondes noces, sa petite-nièce Henriette Charles Latour (elle a 22 ans et lui 66 !).
Il écrit ensuite ses mémoires (qui ne seront publiées qu'en 1910) puis meurt dans son domicile de la rue des Balinettes à Lezoux le 16 octobre 1858, peu de temps après avoir reçu la médaille de Sainte-Hélène.

## Distinctions
- Chevalier de la Légion d'honneur (28 septembre 1813)[3]
- Chevalier de l'ordre du Sauveur de Grèce[9]
- Médaille de Sainte-Hélène (1857)[9]